# Ulmer Spatz

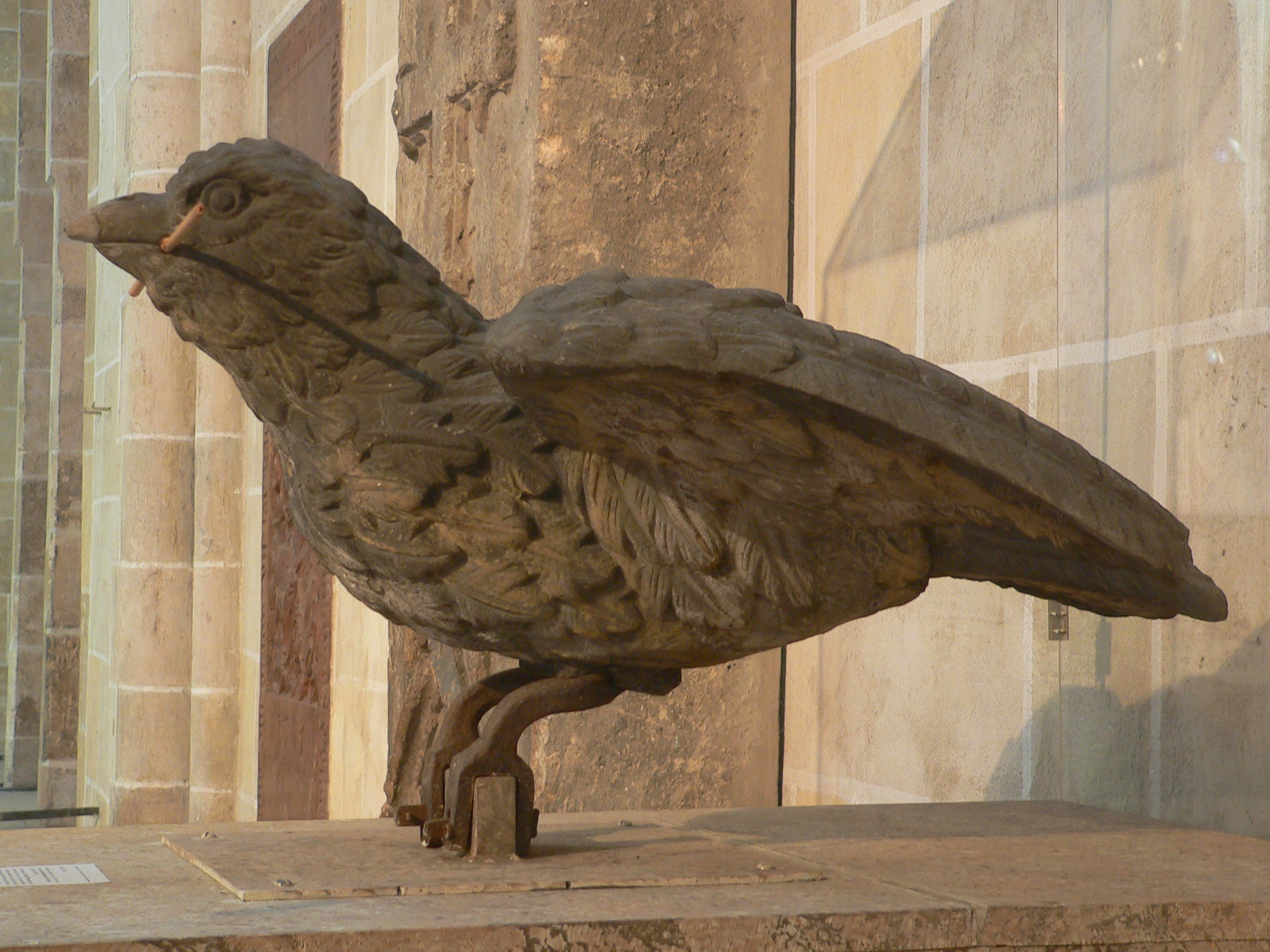
„Ulmer Spatz“: das Original aus dem Jahr 1858 vom Münsterdach befindet sich heute im Ulmer Münster nahe dem Eingang in einer Vitrine

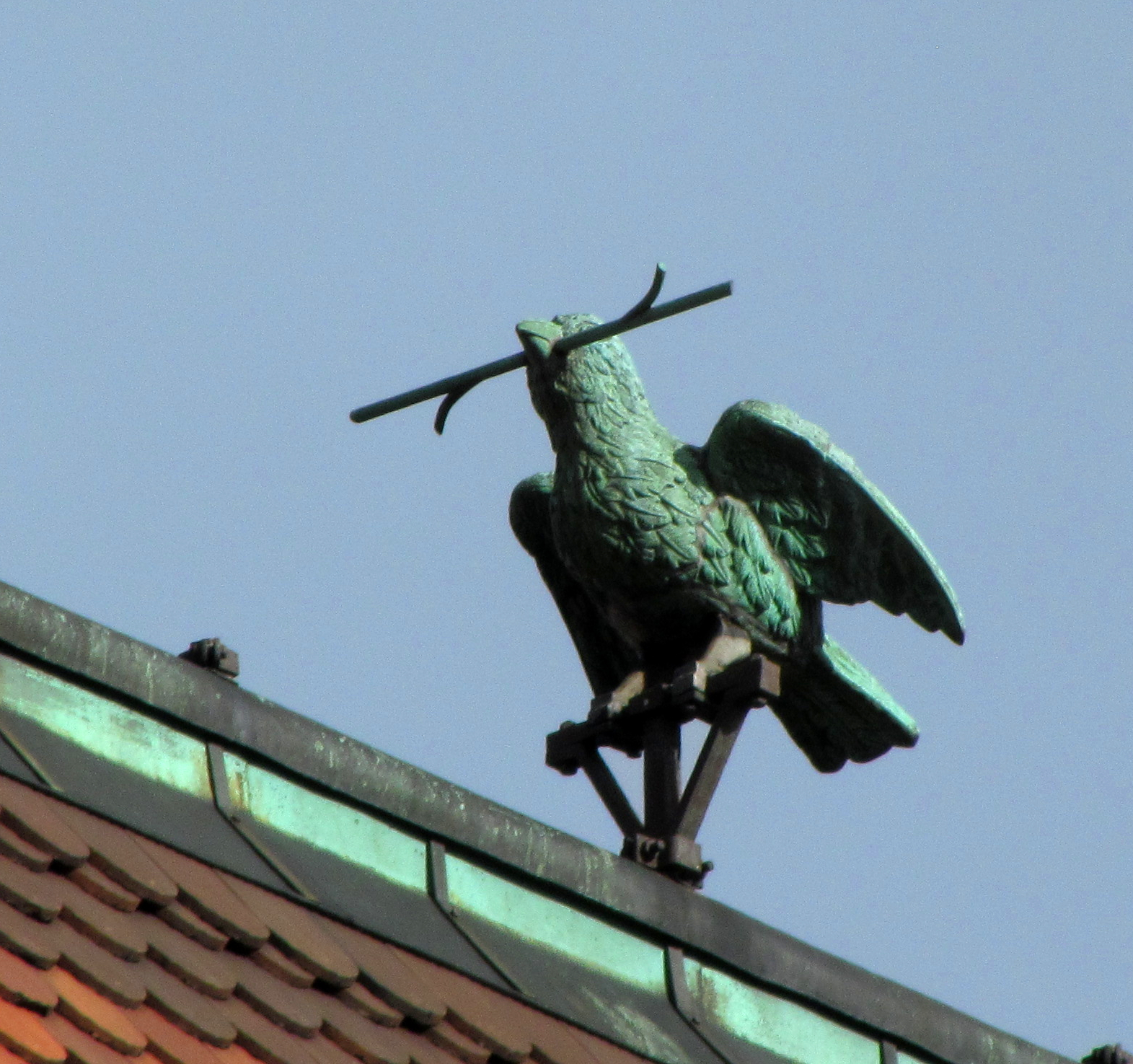
„Ulmer Spatz“ auf dem Münsterdach (2013)

Der Ulmer Spatz ist ein Wahrzeichen Ulms.

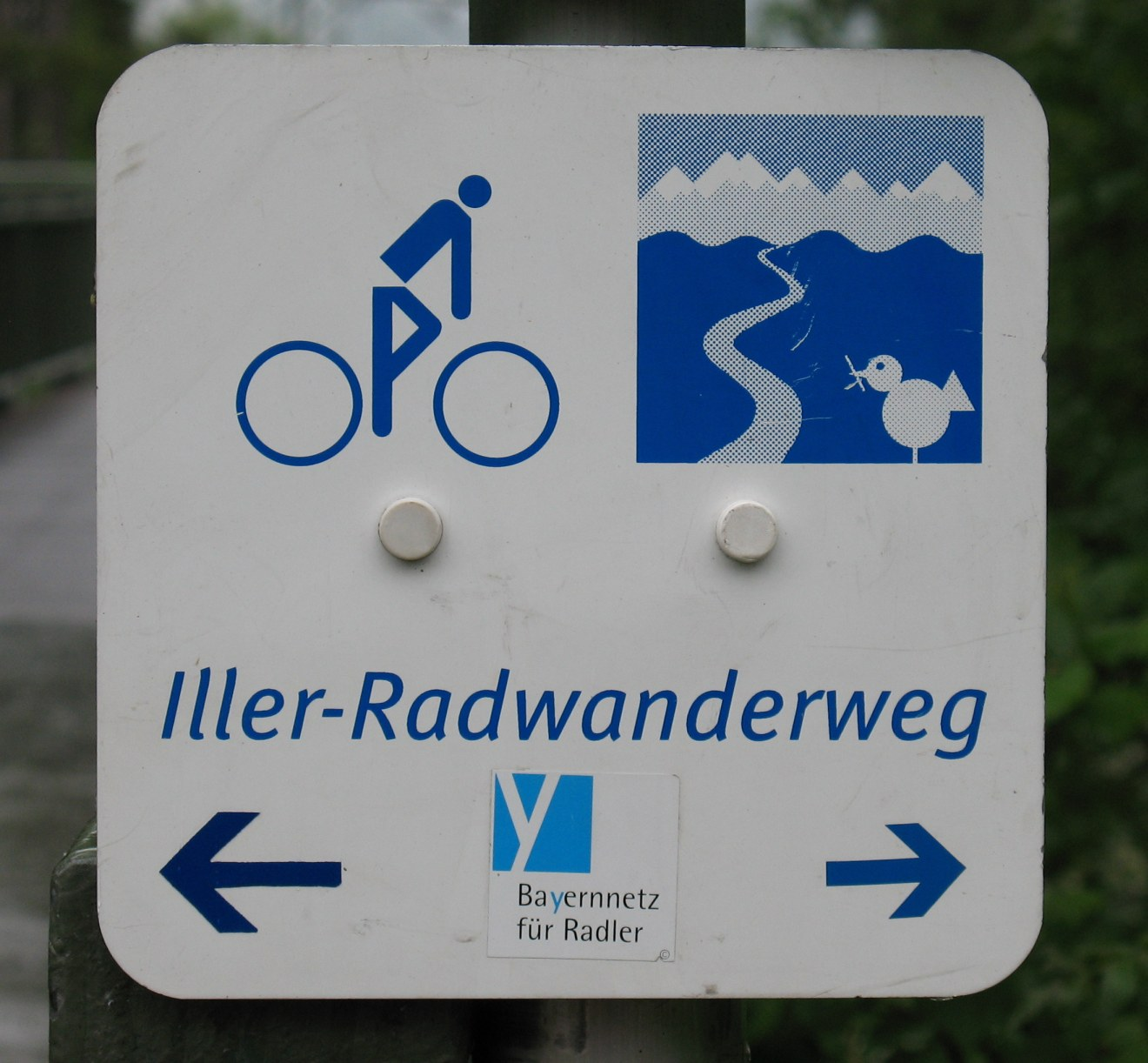
Ein „Ulmer Spatz“ als Piktogramm auf dem offiziellen Hinweisschild des Iller-Radweges

Der Sage nach sollen die Ulmer beim Bau des Münsters einen besonders großen Balken angekarrt haben. Sie schafften es aber nicht, ihn durch das Stadttor zu bringen. Als sie kurz davor waren, das Tor einzureißen, sahen sie einen Spatzen, der einen Zweig im Schnabel trug, um diesen in sein Nest einzubauen. Dieser Spatz drehte den Zweig vor dem Einbau längsseits. Da ging dann wohl auch den Ulmern ein Licht auf und sie legten den Balken der Länge nach auf ihren Karren und nicht quer, wie bisher.
Diese humoristische Sage ist seit dem zweiten Viertel des 19. Jahrhunderts nachweisbar. Sie gehört zu dem weit verbreiteten Sagenkreis um kreuzweis statt längsseits transportierte Baumstämme und Holzbalken, wobei die Lösung des Problems durch die Beobachtung eines Vogels (Sperling, Storch, Dohle etc.) beim Nestbau gewonnen wurde.
Schon 1872 bezeichnete Eduard Mauch die Sage als eine „Geschichtsfälschung“, die „zur Steuer der Wahrheit bekämpft werden“ müsse.

## Die Geschichte vom Ulmer Spatz
| Anno dazumal vor vielen Jahren Ist den Ulmern folgendes widerfahren: Zu allerlei Bauten in der Stadt Man Rüst- und Bauholz nötig hat’, Doch wollt es den Leuten nicht gelingen Die Balken durchs Tor hereinzubringen, Und doch war reiflich die Sach’ überlegt Das Holz in die Quer’ auf den Wagen gelegt; Das Tor war zu eng, die Balken zu lang, Dem Stadtbaumeister ward angst und bang. Viel gab es hin und her zu sprechen: Und ungeheures Kopfzerbrechen, Ja, selbst der hohe Magistrat Wusste für diesen Fall nicht Rat, Er mochte in alle Bücher sehen, Der Casus war nirgends vorgesehen, Der Bürgermeister selbst sogar Hier ausnahmsweise ratlos war. Ihm, der doch alles am besten weiß, Machte die Sache entsetzlich heiß. | Und stündlich wuchs die Verlegenheit, Da – begab sich eine Begebenheit Von den klügsten einer ein Spätzlein schauet, Das oben am Turm sein Nestlein bauet, Und einen Halm, der sich in die Quer’ Gelegt hat vor sein Nestchen her, Mit dem Schnäblein – und das war nicht dumm An der Spitze wendet zum Nest herum, „Das könnte man“, ruft der Mann mit Lachen, „Mit dem Balken am Tore ja auch so machen!“ Man probierts und es ging. – Den guten Gedanken Hatten die Ulmer dem Spätzlein zu danken: Sie stünden wohl heute noch an dem Tor Mit dem balkenbeladenen Wagen davor, Oder hätten, ohne des Spätzleins Wissen, Gar den Turm auf den Abbruch verkaufen müssen. Zum Danke dem Spatzen ist heut noch zu schauen Hoch am Münster sein Bild in Stein gehauen: Auch seitdem beim echten Ulmerkind Die Lieblingsspeise „Spätzle“ sind. |
| Autor unbekannt, um 1860 | |

Die 9. und 10. Verszeile der 3. Strophe wurden 1865 von Jacob Venedey veröffentlicht. Er bemerkte, dass man beim Kauf eines süßen Spatzen bei dem Dichter und Zuckerbäcker Tröglen in Ulm das ganze „schnurrige Gedichtchen“ dazu erhalte. Auch die englische Folklorekundlerin Eliza Gutch (1840–1931) will das Gedicht auf diese Weise bei einer ihrer Deutschlandreisen in Ulm erhalten haben und druckte es 1912 ab.
Bereits 1842 veröffentlichte Carl Hertzog (1810–nach 1874) sein Gedicht „Der Ulmer Spatz. Volkssage“. In ihm verwirrt der Teufel die Ulmer Münsterbauer, bis endlich der Spatz zeigt, wie man mit einem Balken längs ins Tor kommt, und der Teufel wird überlistet. Hertzogs Teufel hinterließ keinerlei Spuren in der weiteren Ausgestaltung der Sage.
Aus dem Nachlass von August Kopisch wurde 1856 sein längeres Gedicht „Der Sperling am Ulmer Münster“ publiziert.
Der bereits erwähnte Konditor Gustav Adolph Tröglen schrieb für die Gesellschaft „Wickler“ in Ulm 1864 das dialektale „Ulmer Spatzaliad“, das anhebt mit „Spargela, Wargela, Spätzle und Salat“. Beim Erstabdruck in einer Mundartanthologie mit zwei weiteren Gedichten von ihm sollte nach anderen Quellen sein voller Name nicht genannt werden, daher stehen dort nur das Kürzel „G. A. Tr.“. Die Vermutung, dass es Tröglen war, der auch das oben in Standarddeutsch verfasste Gedicht verfasste, konnte bislang nicht bestätigt werden. Zeitgleich zur Verteilung der Gedichtzettel war allerdings in den 1860er-Jahren im Schaufenster von Tröglen „die ganze Sage“ in Form einer kleinen  Figurengruppe aus Traganth ausgestellt. Der Schauplatz der „süßen“ Darstellung war vor dem ebenfalls abgebildeten Ulmer Neutor, das unter vielfachem Protest – auch von Tröglen – 1860 abgerissen worden war.
Ein spätes Gedicht mit dem Titel „Der Ulmer Spatz“ sollte noch erwähnt werden. Der Deutschamerikaner Johann Straubenmüller dichtete es offenbar Jahre nach seiner Emigration 1852. In Deutschland blieb das Gedicht unbekannt.

## Die Vogelfigur auf dem Münster
Der ursprüngliche, vor 1550 und wahrscheinlich bereits im 15. Jahrhundert angebrachte und aus Ziegelsteinen modellierte Vogel auf dem Dachfirst des Mittelschiffs in der Nähe des Turms dürfte ein relativ grobes Aussehen gehabt haben. Möglicherweise handelte es sich um eine Taube (vergleiche die biblische Geschichte von der Arche Noah). Nach der Chronik des Ulmer Schuhmachers Sebastian Fischer von 1550, der er zwei Zeichnungen vom Münster beifügte, sollte die Figur die Mitte der Stadt anzeigen:
„Weytter, so ist mir glaubhafftig anzaygt worden, dass der staine groß Fogel uff dem Langkmeinster [Langhaus des Münsters] seye das Mittel der Statt, ich weyß sy aber kain Grund, sunder ist mir also anzaygt worden.“ Doch ob der Vogel tatsächlich eine Taube darstellte, ist nicht sicher, denn laut Petershagen zeigt die Zeichnung von Fischer eher einen papageienähnlichen Vogel. Der Vergleich muss jedoch im Zusammenhang mit den zeichnerischen und perspektivischen Fähigkeiten Fischers gesehen werden. Da sich der Vogel dem nahen Hauptturm zuwendet, geht von ihm eine eher beschützende, religiöse Bedeutung aus denn eine spielerische oder gar humoristische, was wiederum für eine Taubenart spricht.
Im Laufe der Jahrhunderte entwickelte sich der Vogel zu einem Wahrzeichen der Stadt, ohne dass bekannt wäre, welche Narrative sich mit ihm verbanden. So schrieb noch 1825 der Pfarrer Michael Dieterich (1767–1853), dabei teils wörtlich die in mehreren und erweiterten Auflagen seit 1718 vorliegende Beschreibung des Ulmer Münsters durch Elias Frick (1673–1751) wiederholend, der steinerne Vogel sei „für viele noch ein Wahrzeichen der Stadt Ulm“.
Während der Renovierungsmaßnahmen unter dem Münsterbaumeister Ferdinand Thrän ging im Sommer 1854 der alte Vogel in Trümmer. Thrän fertigte aus Sandstein einen neuen Vogel „in 6mal natürlicher Größe“ mit einem Strohhalm im Schnabel, den er von Anfang an als „Ulmer-Spatz“ bezeichnete. Der neue Spatz konnte jedoch wegen heftiger Auseinandersetzungen in Ulm erst 1858 auf dem Dachfirst des Langhauses angebracht werden. Er wurde 1888 abgenommen und am 23. Oktober desselben Jahres durch einen kupfernen und vergoldeten Spatzen ersetzt. Er war von der Ulmer Gesellschaft „Hundskomödie“ gestiftet und von der Kunstschlosserei Eichberger & Leuthi in Stuttgart angefertigt worden. Das ersetzte Original von 1858 befindet sich heute im Ulmer Münster unweit des Eingangs an der Südwand in einer Vitrine.

## Der Ulmer Spatz als Namensgeber

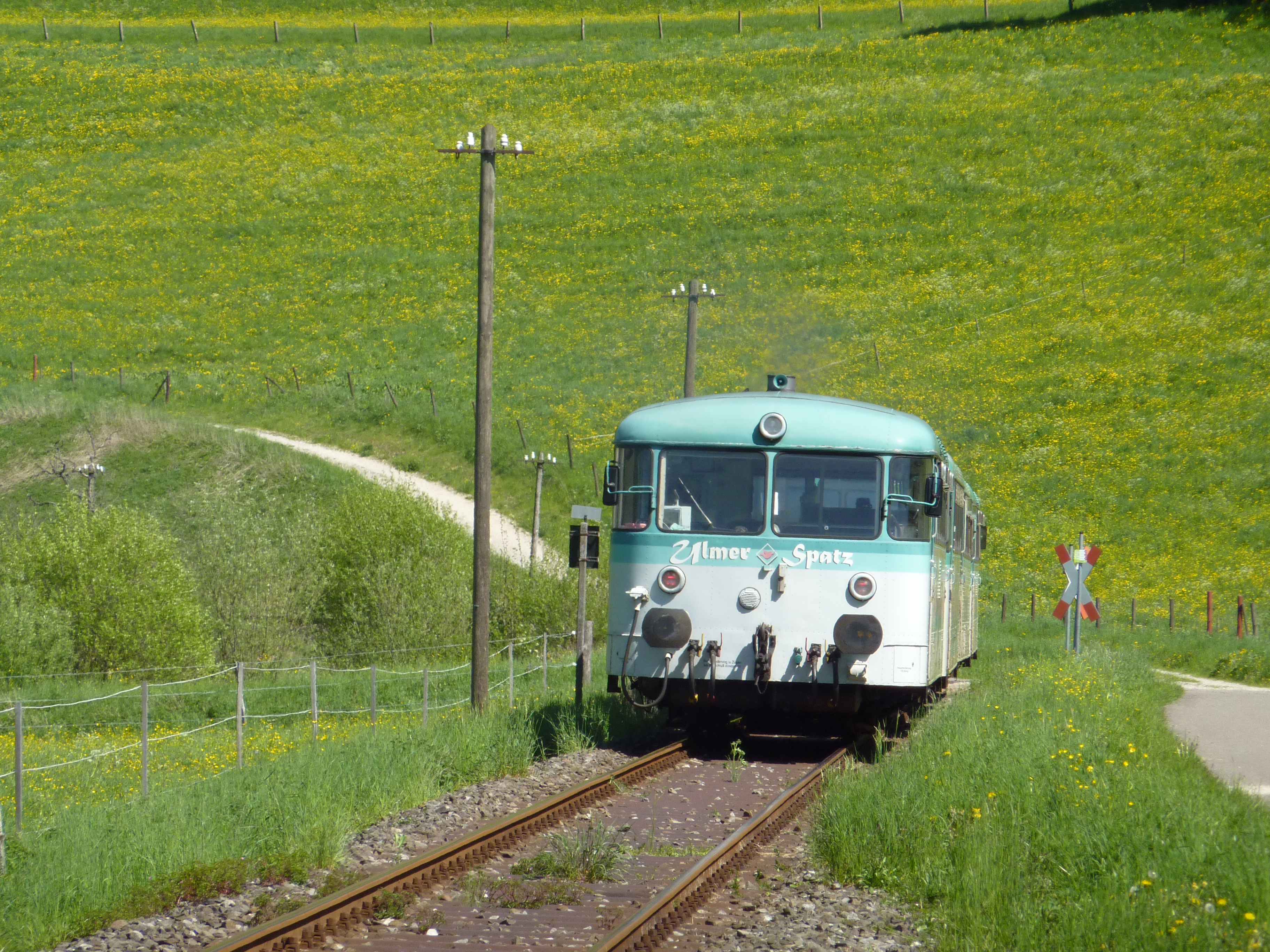
Schienenbus „Ulmer Spatz“

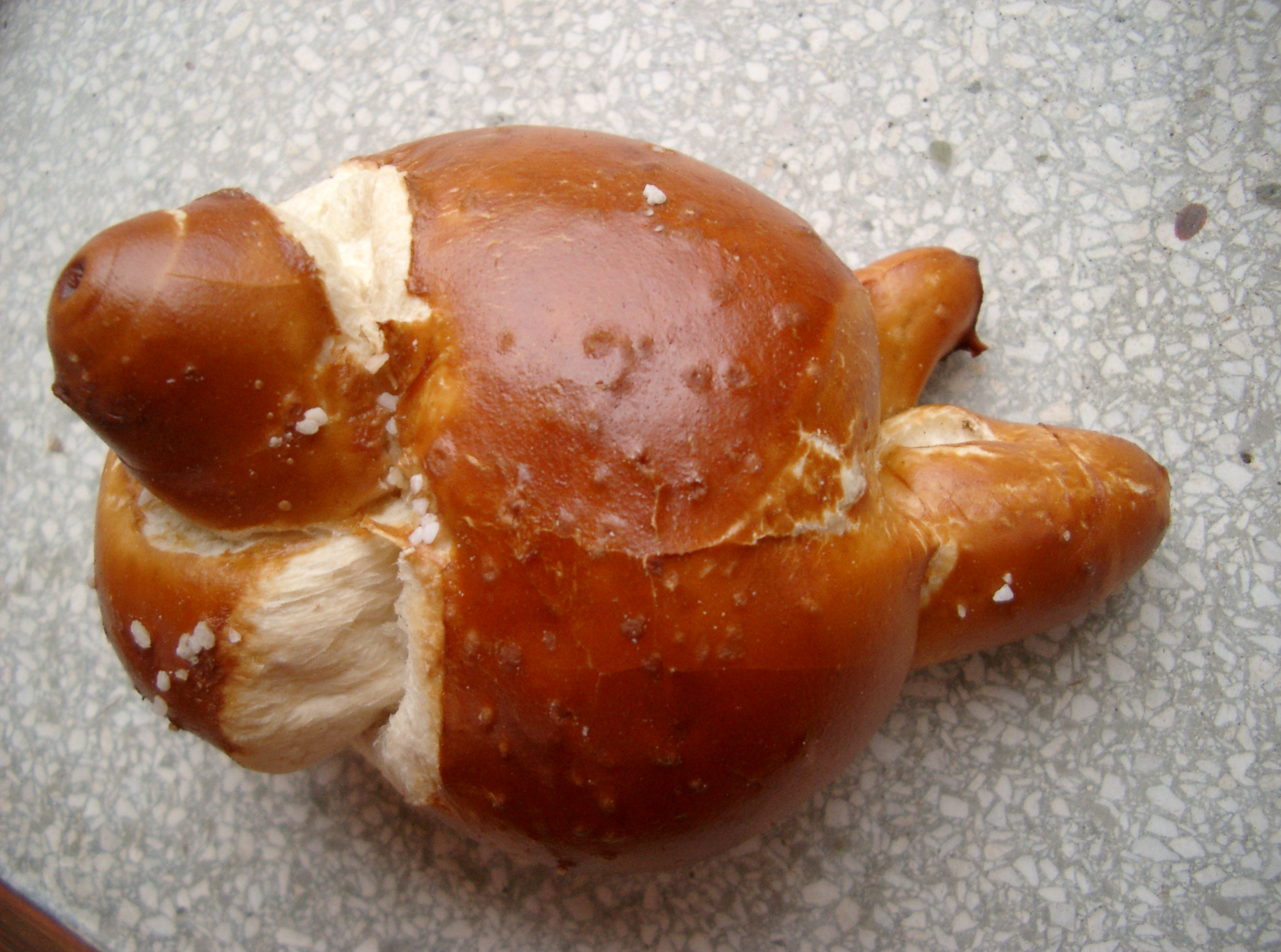
Ein „Laugenspatz“

Als Ulmer Spatz werden auch bezeichnet:
- eine Uerdinger-Schienenbus-Garnitur, die bis 2014 am Wochenende die Bahnstrecke Ulm–Sigmaringen und die Bahnstrecke Reutlingen–Schelklingen bediente,
- ein restauriertes Nostalgie-Fahrgastschiff, das Schiffsrundfahrten auf der Donau bei Ulm unternimmt,
- ein Markenzeichen für Produkte zur Herstellung von Brot- und Brötchenspezialitäten, hervorgegangen aus der Firma „Ulmer Spatz Vater und Sohn Eiselen“,[16]
- der 1987 entdeckte Asteroid (8345) Ulmerspatz.[17]

„Ulmer Spatzen“ ist auch
- eine Bezeichnung für die Mitglieder des Ulmer Spatzen Chors,
- ein Spitzname für die Fußballer des SSV Ulm 1846,
- ein Spitzname für die Basketballer von Ratiopharm Ulm,
- ein Spitzname für die Einwohner von Ulm. Beim traditionellen „Nabada“ auf der Donau am Schwörmontag ertönt in Ulm der Schlachtruf: „Ulmer Spatza, Wasserratza, hoi, hoi, hoi!“

„Ulmer Laugenspatzen“ sind ein Laugengebäck, das aus einem Teig-Knoten mit angedeuteter Spatzenform besteht.

## Kunstaktion „Spatzeninvasion“
Im Jahr 2001 wurde zur Erhaltung des südlichen Münsterturms eine Benefiz-Kunstaktion gestartet, die „Spatzeninvasion“ genannt wurde. 275 Spatzenrohlinge wurden von Künstlern und anderen Personen gestaltet und überall in der Stadt aufgestellt. Am Ende der Aktion wurden fast alle Spatzen versteigert; einige blieben Eigentum der Auftraggeber und Spender. Mehr als 350.000 Euro wurden bei der Auktion zugunsten der Sanierung des Südturms eingenommen.
Wenn man aufmerksam durch Ulm läuft, wird man an einigen Plätzen noch Reste der Ulmer Spatzeninvasion finden können, unter anderem an der Besucherpforte des EADS-Standorts und am Hotel-Restaurant „Ulmer Spatz“ nahe dem Münster. Einige Beispiele:

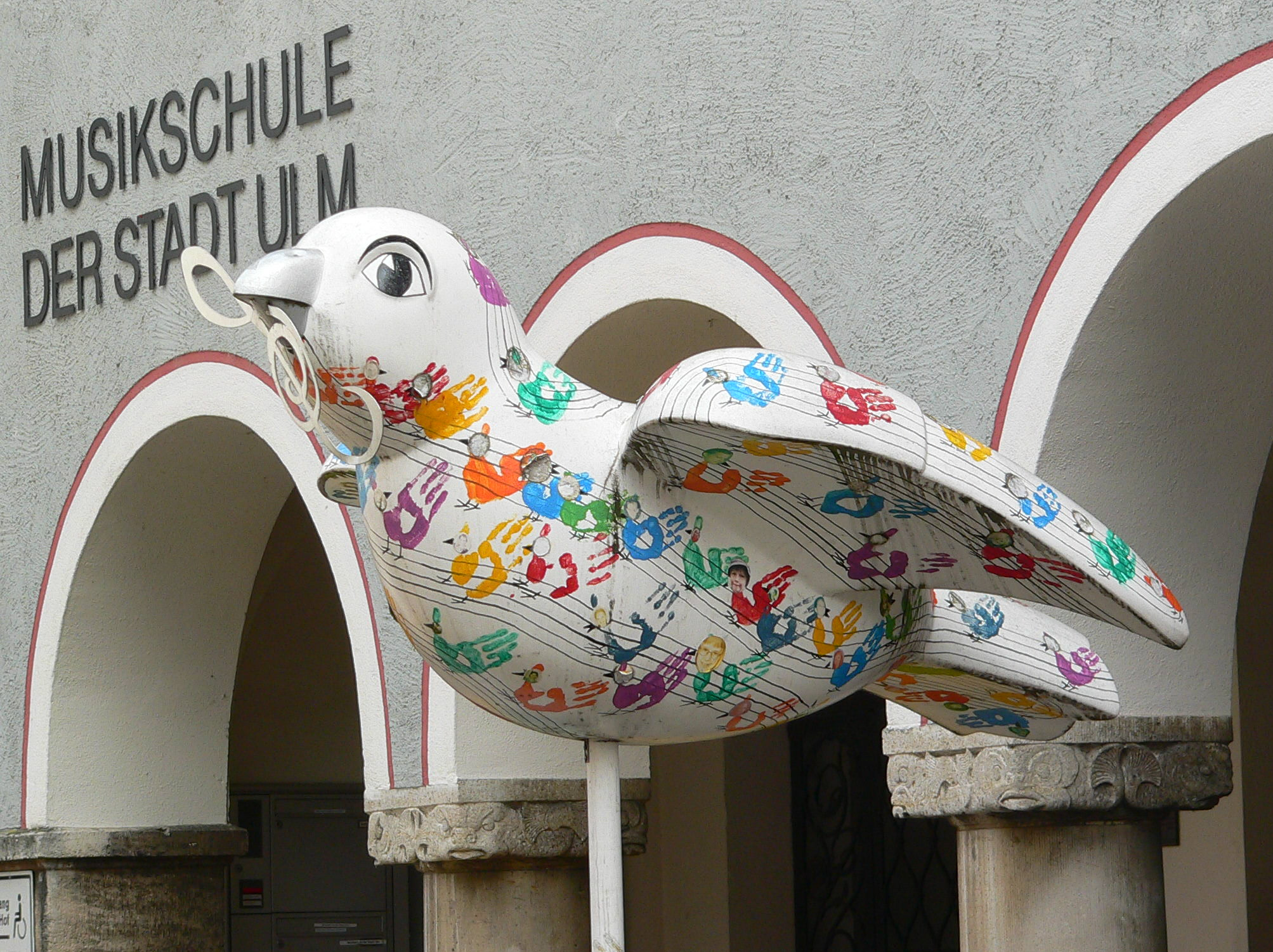
An der Musikschule
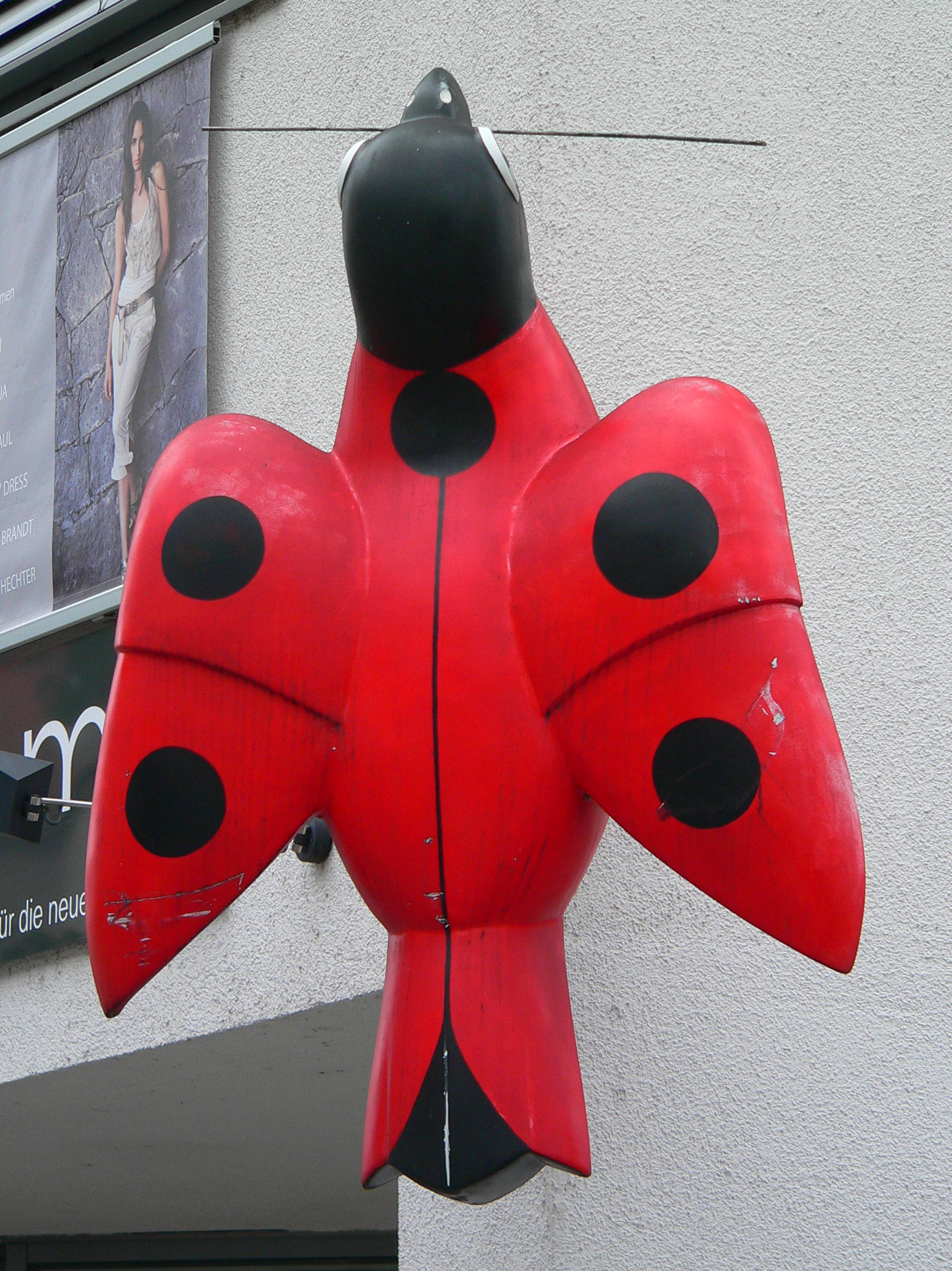
An einem Modegeschäft
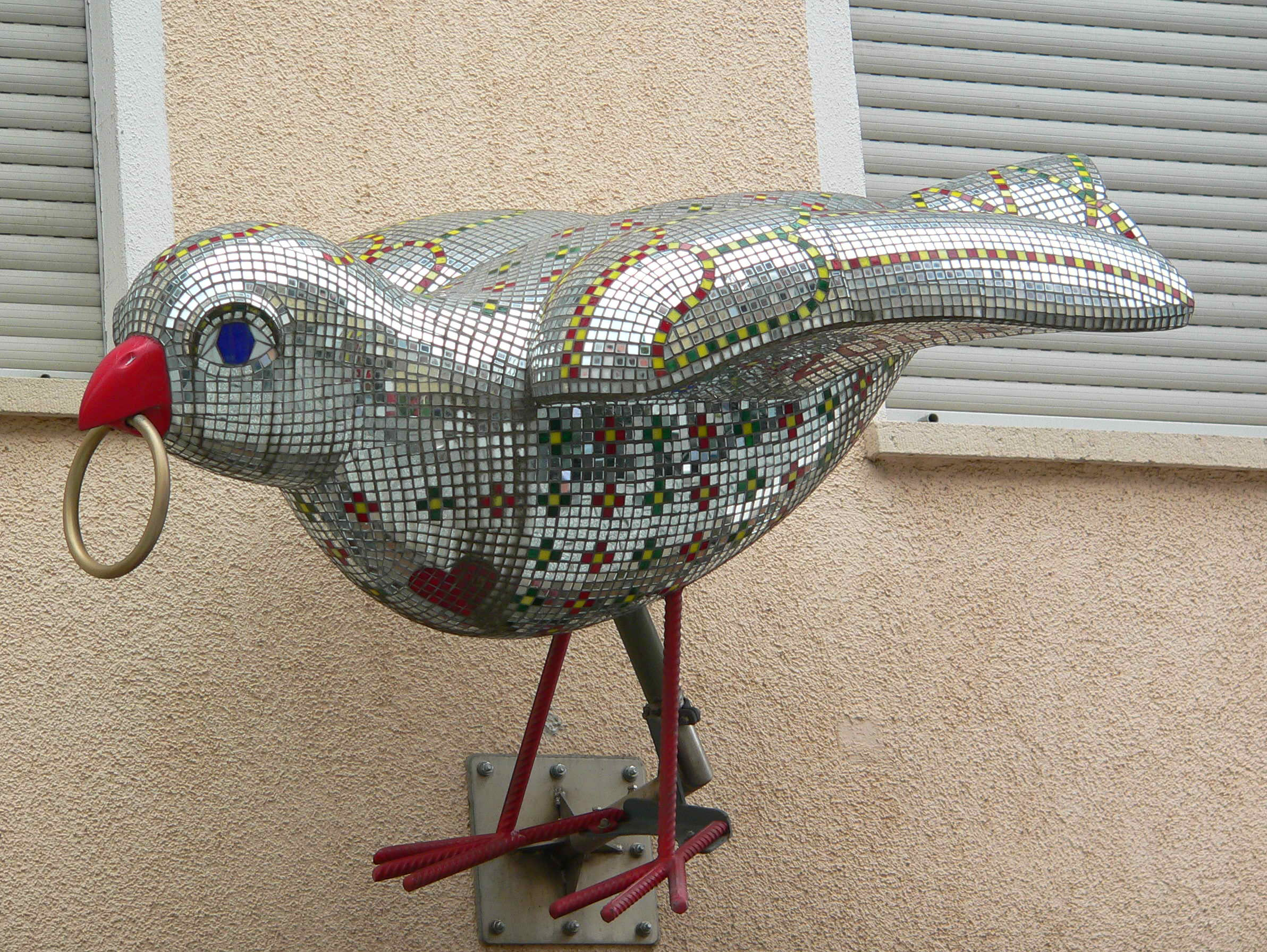
An einem Juweliergeschäft
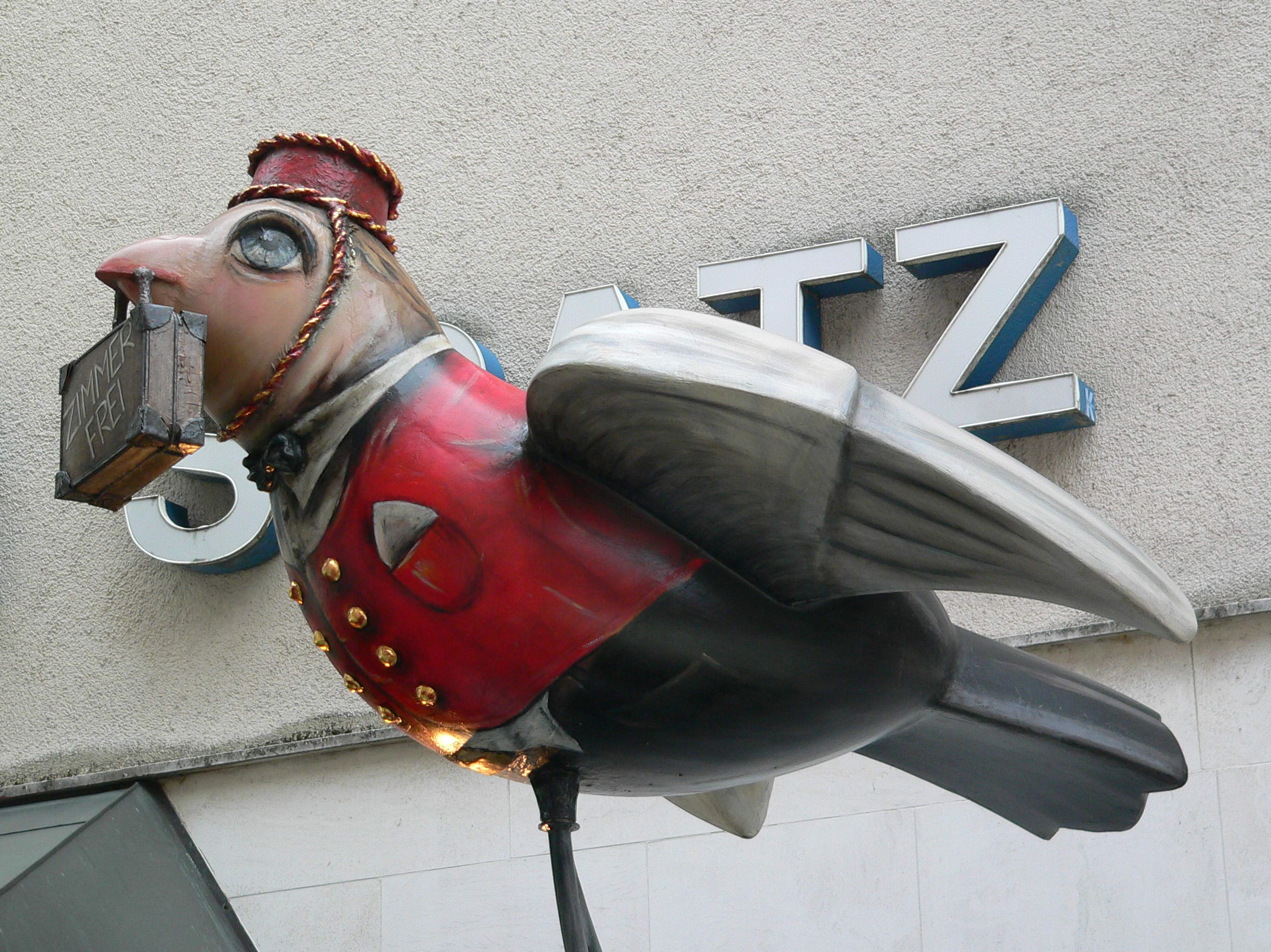
An der Gaststätte „Ulmer Spatz“
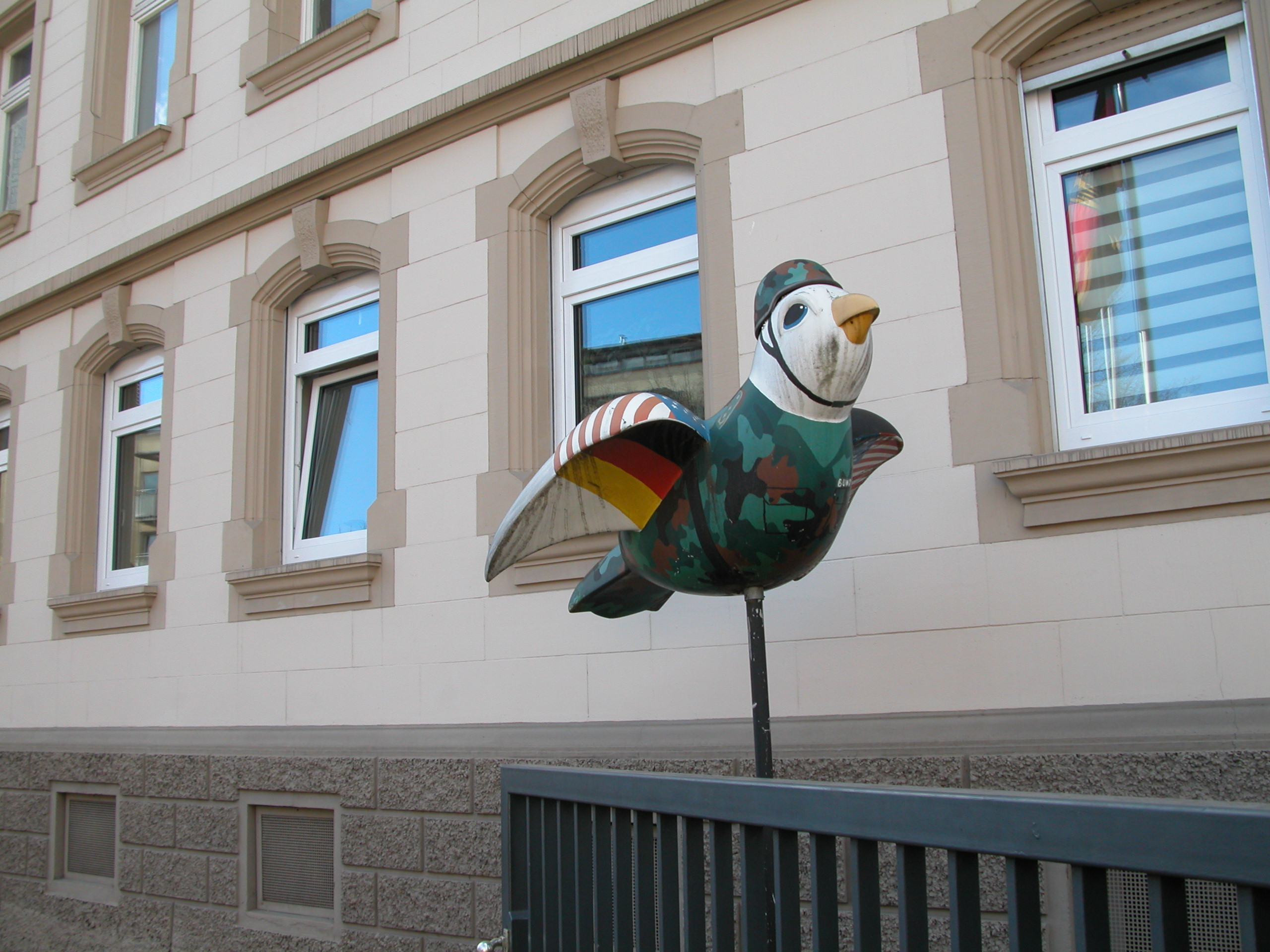
Beim Offiziersheim an der Karlstraße